# Immagine ROM
Un'immagine ROM, o semplicemente ROM, è un file di computer che contiene una copia dei dati su un chip di memoria di sola lettura, spesso da cartucce di videogiochi o da una macchina arcade. Il termine è spesso usato nel contesto dell'emulazione, in cui i videogiochi vengono copiati su file ROM sui computer per essere eseguiti utilizzando un tipo di software noto come emulatore.
Le immagini ROM vengono utilizzate anche durante lo sviluppo per sistemi embedded. Il software sviluppato per computer embedded viene spesso scritto in file ROM per essere testato su un computer standard prima di essere scritto su un chip ROM per l'uso in sistemi embedded.